# María José Chivite de León
María José Chivite de León es doctora por la Universidad de La Laguna desde 2007 con la tesis Reescritura, ficción e historia: el Siglo XVIII desde el siglo XX. Fue en esa misma Universidad donde se licenció en filología inglesa, ahora como profesora imparte asignaturas centradas en la literatura de los siglos XVII, XVIII, XIX Y XX. Actualmente cuenta con varios libros publicados (El siglo dieciocho inglés, según John Fowles, 2001, Secretariado de Publicaciones de la Universidad de La Laguna; Echoes of History, Shadowed Identities, 2010, Peter Lang) y diversos artículos y capítulos de libros sobre literatura británica contemporánea y escritoras inglesas del dieciocho. También trabaja como miembro del Instituto Universitario de Estudios de las Mujeres (IUEM) y en su revista Clepsydra.
María José Chivite de León participa en la creación del libro Frontera y Género junto a María Beatriz Hernández Pérez (Licenciada en Historia Medieval por la Universidad Complutense y doctora en Filología Inglesa por la Universidad de La Laguna) y María Eugenia Monzón (Doctora en Historia y profesora de Historia Moderna en la Universidad de La Laguna). El libro trata sobre la identidad de género y las fronteras relacionadas que influyen en nuestras relaciones. Intenta sensibilizar y reformular las cuestiones que conforman la noción de género. El siglo dieciocho inglés, según John Fowles: Las estrategias transtextuales en A Maggot. El libro analiza la última obra de John Fowles y su repercusión en el realismo. 
The (Female) Body es uno de sus artículos para la Revista Canaria de Estudios Ingleses. Su autoría es compartida con María del Pino Montesdeoca Cubas. Otro de sus artículos En voz media reflexiones teóricas de J. M. Coetzee' fue publicado en español en La Página. M. José Chivite ha colaborado también en numerosas obras colectivas (Alterity and bodiliness, Las estructuras cromáticas de "Indigo" y ¿Dónde está Sarah Woodruff? entre otras). Además de escribir varias reseñas desde la revista del IUEM Clepsydra.